# 西山登紀子
西山 登紀子（にしやま ときこ、1943年10月31日 - ）は、日本の政治家。元・日本共産党参議院議員（2期、京都府選出）。
夫の父は建築家の西山夘三である。

## 経歴
- 1959年（昭和34年） - 徳島大学学芸学部附属中学校（現・鳴門教育大学附属中学校）卒業
- 1962年（昭和37年） - 徳島県立城南高等学校卒業
- 1966年（昭和41年） - 京都大学文学部哲学科卒業、京都市民生局児童相談所勤務
- 1974年（昭和49年） - 日本共産党京都府委員会勤務
- 1992年（平成4年） - 第16回参議院議員通常選挙で初当選
- 1998年（平成10年） - 第18回参議院議員通常選挙で再選
- 1999年（平成11年） - 参議院懲罰委員会委員長
- 2004年（平成16年） - 第20回参議院議員通常選挙で3選を目指したが落選

## 政策
- 選択的夫婦別姓制度導入を支持。2000年には、西山ら超党派女性国会議員50名が、夫婦別姓選択制を求めて当時の森総理に申し入れを行った。申し入れでは、「とくに若い世代では、夫婦別姓選択制を望む声が高まっています。政府には、世論を喚起するなど、夫婦別姓選択制を導入するための努力を望む」としている[1]。